# 사자자리 II 왜소은하
사자자리 II 왜소 은하(영어: Leo II Dwarf)는 사자자리에 있는 왜소 불규칙 은하이다.

## 같이 보기
- 왜소은하
- 국부은하군